# Copelatus exaratus
Copelatus exaratus är en skalbaggsart som beskrevs av Sharp 1882. Copelatus exaratus ingår i släktet Copelatus och familjen dykare. Inga underarter finns listade i Catalogue of Life.